# Băbeni (Vâlcea)
Pour les articles homonymes, voir Băbeni.
Băbeni est une ville roumaine située dans le județ de Vâlcea.

## Démographie
En 2021, la population était de 7 570 habitants.